# Trai Thien Air Cargo
Trai Thien Air Cargo (вьет. Hàng không Trãi Thiên) — ныне не существующая вьетнамская грузовая авиакомпания. Штаб-квартира компании находилась в международном аэропорту Таншоннят (Хошимин, Вьетнам). Компания получила лицензию от Администрации гражданской авиации Вьетнама 16 октября 2009 года и должна была осуществлять грузовые перевозки во Вьетнаме и на международных маршрутах. Trai Thien Air Cargo должна была стать первой вьетнамской частной компанией, получившей лицензию на оказание услуг по воздушным грузоперевозкам. Планировалось использовать 2 арендованных самолета Boeing 737-300F.
Официально о начале деятельности было объявлено в июне 2010 года, но компания неоднократно переносила дату начала коммерческих полётов. Заместитель директора Trai Thien Ле Зянг Лонг признал, что авиакомпания испытывает некоторые финансовые трудности, что приводит к задержкам с выплатой зарплаты рабочим и поиском новых контрактов.
5 декабря 2011 года Министерство транспорта отозвало лицензию у авиакомпании Trai Thien. Ни одного рейса выполнено не было.